# Couze-et-Saint-Front
Couze-et-Saint-Front é uma comuna francesa na região administrativa da Nova Aquitânia, no departamento Dordonha. Estende-se por uma área de 8,22 km². Em 2010 a comuna tinha 727 habitantes (densidade: 88,4 hab./km²).